# Verfolgte Unschuld

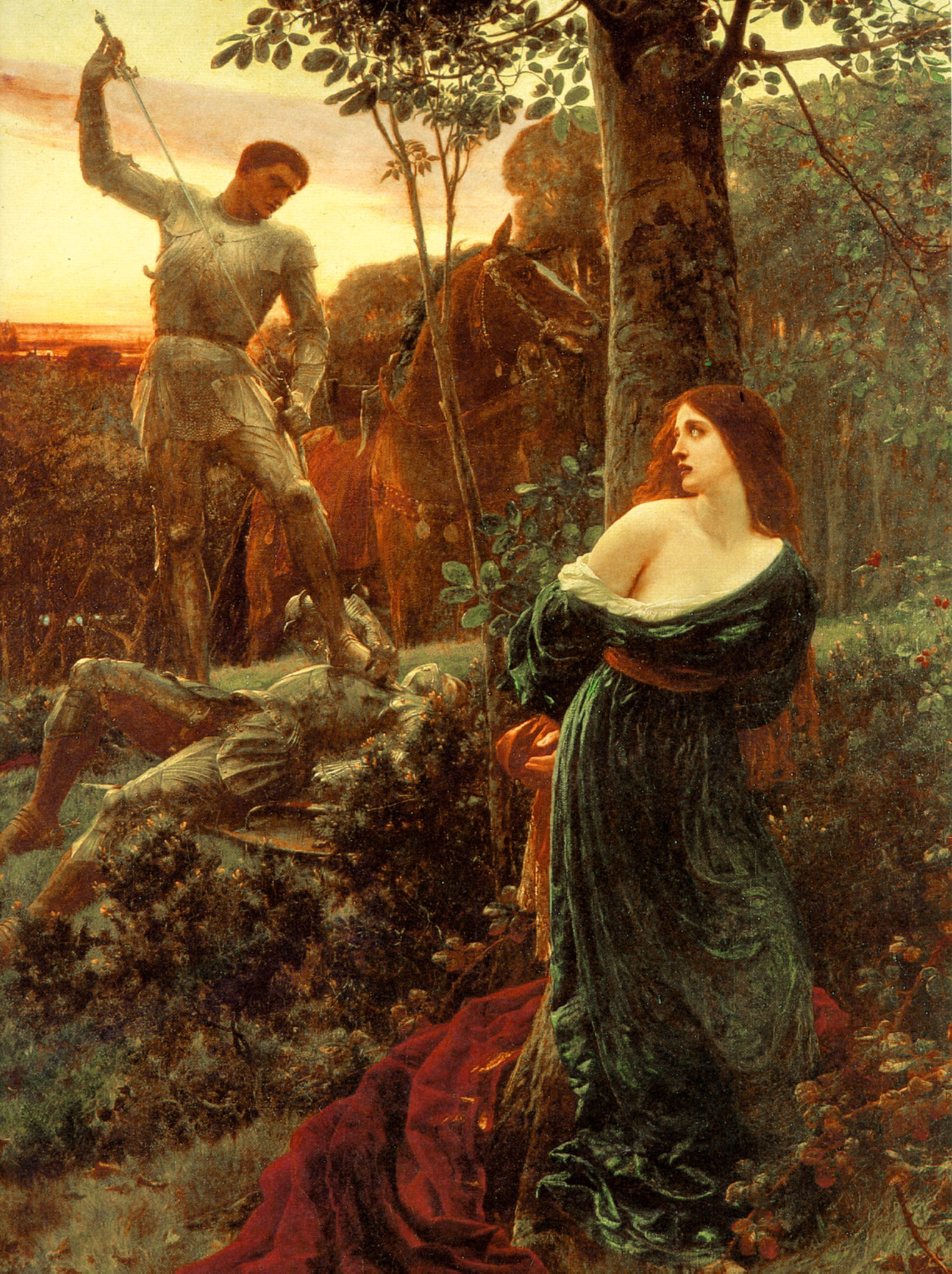
Frank Bernard Dicksee: Ritterlichkeit (1885)

Das Sujet der verfolgten Unschuld oder der Jungfrau in Nöten (französisch demoiselle en détresse, englisch damsel in distress) ist ein Rollentyp in Romanen, Kunst, Theater, Film, Comics, Videospielen, verwandt mit der Jugendlichen Naiven oder der Ingenue. Es handelt sich um eine junge, schöne Frau, die von einem Monster oder Bösewicht bedroht wird, von einem gewöhnlich männlichen Helden gerettet wird und gestärkt aus dieser Bedrohung hervorgeht.
Als kontroverse Definition einer weiblichen Geschlechterrolle ist die verfolgte Unschuld bis heute gegenwärtig. Als Stereotyp wurde sie zum Ziel feministischer Kritik. Das Rollenfach bot Schauspielerinnen interessante Rollen.

## Geschichte

### Antike
Neben einem breiten Repertoire an mächtigen Göttinnen finden sich in der griechischen Mythologie auch zahlreiche hilflose Jungfrauen, die entführt, gefangen gehalten oder als Opfer dargebracht werden sollen. Ein bekanntes Beispiel ist Andromeda, deren Eltern sie an einen Felsen an der Küste fesselten, um den beleidigten Poseidon zu besänftigen. Der Held Perseus rettete Andromeda. Dies entspricht der Grundstruktur der vor einem Monster geretteten Jungfrau.
Eine kontinuierliche Stoffgeschichte, die sich aus antiken Wurzeln herleitet, ist aufgrund der ungleichen sozialen Voraussetzungen problematisch. Eine grundsätzliche Veränderung geschah, als die Unterschiede zwischen den Geschlechtern wichtiger wurden als diejenigen zwischen den Ständen: in der westlichen Welt infolge der Verbürgerlichung im 17./18. Jahrhundert.

### Mittelalter

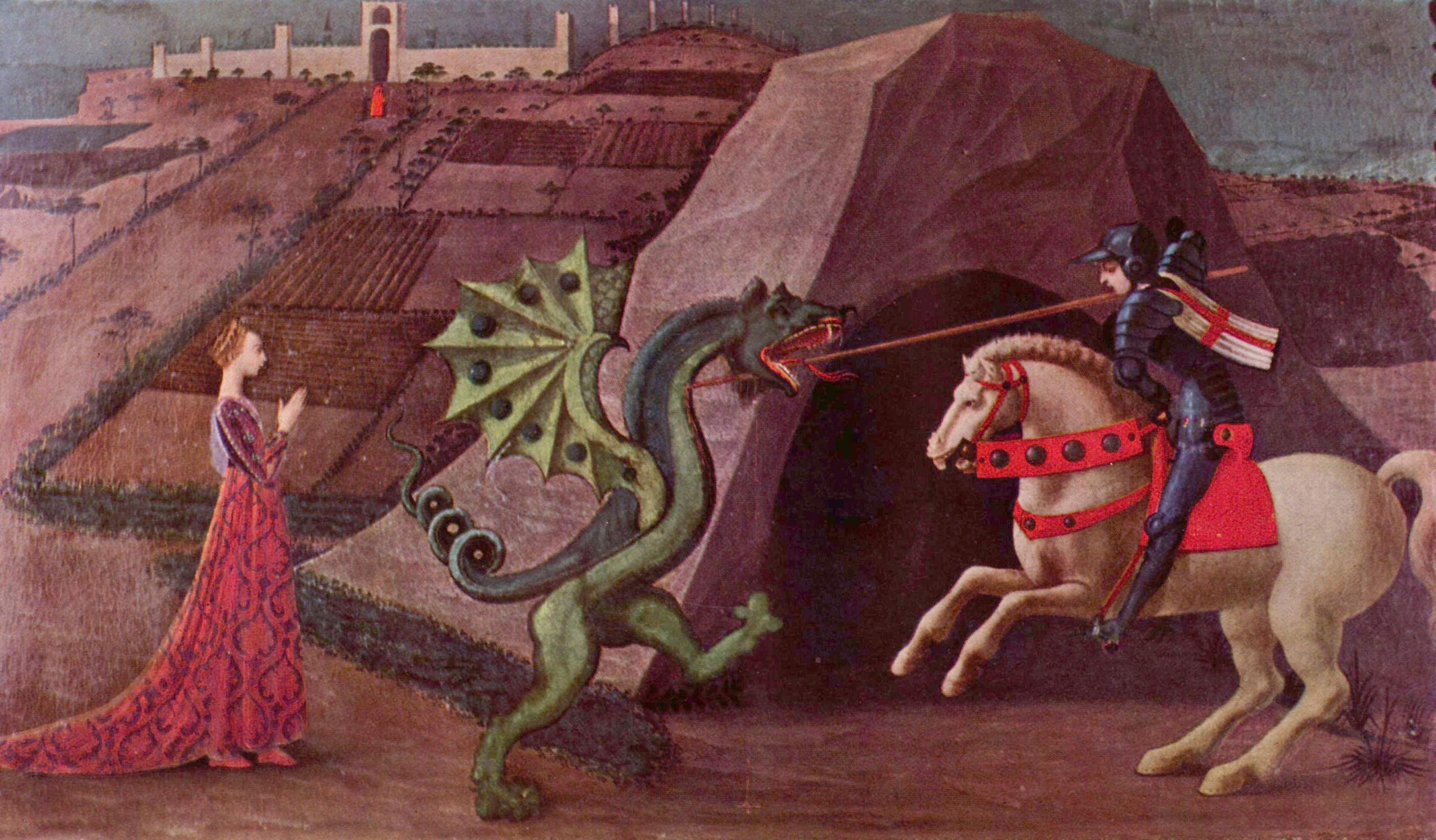
Die Georgslegende in einer Darstellung aus dem 15. Jahrhundert

Die Jungfrau in Nöten war ein verbreiteter Charakter in mittelalterlichen Romanen, in denen sie üblicherweise von einem edlen Ritter aus Gefangenschaft befreit wird.
Auch europäische Volksmärchen, deren mittelalterliche Herkunft allerdings umstritten ist, enthalten häufig das Motiv der verfolgten Unschuld: Rapunzel wird von einer bösen Hexe im Turm gefangen gehalten, bis ein Prinz kommt, um sie zu befreien; Dornröschen kann nur vom Kuss eines Prinzen aus ihrem todesähnlichen Schlaf erweckt werden. „Mittelalterliche“ Märchenstoffe dienten im 18. und frühen 19. Jahrhundert dazu, den klassischen mythologischen Stoffen auszuweichen, die von der aristokratischen Tragödie auf dem Hoftheater vereinnahmt wurden.
In Heldenepen gehört die Rettung und anschließende Vermählung mit einer bedrohten Frauenfigur oft zu den Aufgaben des Helden auf seinem Weg zu Erfolg, Reichtum und Herrschaft. Häufig sind es Drachen, die entweder eine Jungfer oder einen Goldschatz bewachen und überwunden werden müssen; diese Gleichstellung der Aneignung einer Frau oder eines materiellen Gutes ist ein Ansatzpunkt für feministische Kritik.
Das Motiv findet sich zudem in Legenden der katholischen Kirche, am bekanntesten in der Geschichte des Heiligen Georg. Dieser rettet eine Prinzessin davor, als Opfergabe von einem Drachen verschlungen zu werden, und tauft sie am Ende. Die festliche Taufe kann als Analogie zur sonst üblichen Hochzeit aufgefasst werden, die für einen Heiligen nicht angebracht wäre.

### 18. und 19. Jahrhundert

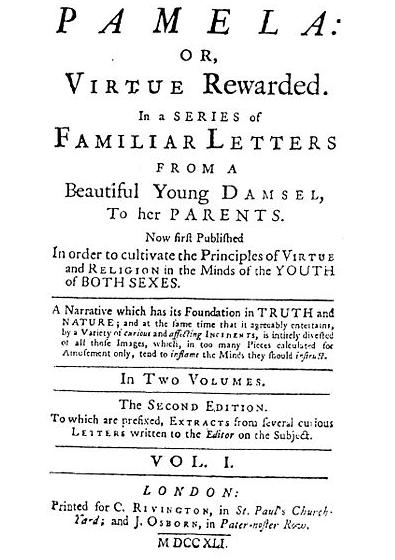
Titelblatt von Samuel Richardsons Pamela oder die belohnte Tugend (1740)

Im Roman des 18. Jahrhunderts erscheint das Motiv der verfolgten Unschuld als Metapher für die Auseinandersetzungen zwischen Bürgertum und Adel, weniger als moralisches Erziehungsprogramm. Großbritannien hatte durch die Glorious Revolution in Bezug auf Standesunterschiede einen gesellschaftlichen Vorsprung gegenüber Kontinentaleuropa.
Im Unterhaltungstheater, vor allem im Rührstück, sollte die „verfolgte Unschuld“ beweisen, dass auch Frauen geringer Herkunft ein ernstzunehmendes Schicksal haben konnten. Zudem wurde es erst im 18. Jahrhundert allgemein üblich, dass Frauenrollen von Schauspielerinnen gespielt wurden statt von verkleideten Männern.
Die verfolgte Unschuld gilt als klassische Figur des Melodrams, das sich im 18. Jahrhundert, ausgehend von London und später von Paris, als ernste dramatische Gattung für eine erst teilweise des Lesens kundige Unterschicht gegen die damals noch ausschließlich aristokratische Tragödie durchsetzte. Die verfolgte Unschuld als Heldin des Melodrams beziehungsweise des eng mit ihm verbundenen Unterhaltungsromans ist daher keine Aristokratin wie die Fürstinnen in der Tragödie, aber häufig ist ihr Verfolger ein Adliger. Als die Adligen ihre Macht verloren, wurde der Bösewicht zunehmend zum Monster verabsolutiert. Der Vampir Graf Dracula steht gewissermaßen in der Mitte zwischen dem Adligen und dem Monster.

#### England – Schauerliteratur

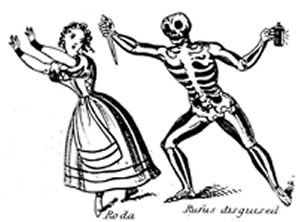
Eine verfolgte Unschuld in Jane Scotts Melodrama The Old Oak Chest (1816)

In George Lillos Drama The London Merchant (1731), das oft als Vorbild späterer Melodramen betrachtet wird, ist das tragische Schicksal der Verführung noch einem bürgerlichen Mann vorbehalten. Die weibliche verfolgte Unschuld debütiert im modernen Roman als Titelheldin von Samuel Richardsons Roman Pamela (1740), die sich mit ihrem adligen Verehrer einlässt, sobald er in die Ehe einwilligt. Als extremere Variante folgte Clarissa (1748), die von einem verruchten Verführer namens Lovelace (vgl. „loveless“) bedroht wird. Historische Persönlichkeiten, die ein ähnliches Schicksal bewältigten wie Emma Hamilton, stießen dagegen nur auf beschränkte gesellschaftliche Anerkennung.
Die Übertreibung dieser Opferrolle konnte in den Genuss von Gewaltszenen oder deren Parodie umschlagen. Der Roman des 18. Jahrhunderts ist reich an Frauenfiguren, die von sadistischen Adligen oder Mitgliedern eines religiösen Ordens in einem Kloster oder Schloss gefangen gehalten werden. So war der Rollentyp der Jungfrau in Nöten in der Schauerliteratur (englisch Gothic Fiction) des 18. und 19. Jahrhunderts weit verbreitet. Beispiele hierfür sind Matilda in Horace Walpoles Castle of Otranto (1764), Emily in Ann Radcliffes The Mysteries of Udolpho (1794) und Antonia in Matthew Lewis’ The Monk (1796).
Eine ganze Reihe Londoner Theater wie das Adelphi Theatre, für das James Planché oder Jane Scott zahlreiche Stücke schrieben, waren seit etwa 1800 auf Melodramen spezialisiert.

#### Kontinentaleuropa – Standeskämpfe
Romane der französischen Aufklärer wie Denis Diderots Die Nonne, wo eine junge Nonne in Klöstern auch von weiblichen Bösewichten kontinuierlich missbraucht wird, waren oft verboten und wurden erfolgreich unter dem Ladentisch gehandelt.
Der sogenannten Ständeklausel nach, wie sie die französische Klassik in einer besonders rigiden Variante vertrat, konnten Figuren niederer Herkunft im Theater lediglich komisch sein. Dies wurde überwunden, indem auch „einfache Leute“ zu tragischen Figuren gemacht wurden, wie es etwa Gotthold Ephraim Lessing mit seinem Drama Emilia Galotti (1772) nach englischen und französischen Vorbildern versuchte. Emilia entgeht der Entehrung durch einen zudringlichen Adligen, indem ihr Vater sie tränenreich ermordet.
Das kontinentaleuropäische Zentrum des Theatergeschehens jener Zeit war der Pariser Boulevard du Temple, auf dessen Bühnen die Schauspielerin Adèle Dupuis (1789–1847) in 75.000 Vorstellungen [wahrscheinlicher sind 7.500] verführte, entführte oder ertränkte junge Frauen spielte, wie der Almanach des Spectacles 1823 berichtet. Häufig waren stumme Rollen wie Fenella in Daniel François Esprit Aubers Oper La muette de Portici (1831).
Bereits der Prinz Tamino in Mozarts Zauberflöte (1791), der auf seiner Flucht vor einer Schlange von der Königin der Nacht gerettet wird und sich dann ohne Zögern ins Bild ihrer Tochter verliebt, ist eine Art Travestie der verfolgten Unschuld. Die männliche Unschuld zelebriert in der Bildnisarie eine Emanzipation der Gefühle, wie es zu diesem Rollenfach gehört. Dabei ist von Bedeutung, dass es sich um adlige Figuren in der Komödie handelt statt um bürgerliche Figuren in der Tragödie.
Dennoch hält sich die verfolgte Unschuld als weibliches Rollenklischee. Die Spannweite der Darstellungen reicht von der Gretchentragödie (1772) in Goethes Faust, deren Hauptfigur nicht von einem Adligen, sondern von einem emanzipationswilligen bürgerlichen Mann verführt wird, bis hin zum Roman Justine (1787) des Marquis de Sade, der sich als Adliger absichtlich des antiaristokratischen Klischees bedient.

#### Vereinigte Staaten
In den Vereinigten Staaten wurden Figuren, die den „emotions of private life“ Ausdruck verliehen, gegenüber den „flirting Princesses“ des europäischen Theaters für amerikanischer gehalten. Durch das Interesse, ihre Seele gleichsam unter dem Vergrößerungsglas zu betrachten, bekamen Frauenfiguren aus einfachen Verhältnissen eine nie gekannte Bedeutung. Tragische Größe weiblichen Leidens verhieß höheres Sozialprestige für die dargestellten Figuren und große Rollen für die Schauspielerinnen.

## Varianten seit dem 20. Jahrhundert
Nachdem die aristokratische Oberschicht durch den Ersten Weltkrieg ihre Macht verloren hatte, wurde zunehmend nicht mehr verstanden, dass die weibliche Leidensrolle ursprünglich zur Emanzipation der bürgerlichen Figuren und der Schauspielerinnen beigetragen hatte, und das weiterhin beliebte Klischee wurde vermehrt als Zeichen von weiblicher Benachteiligung und Sexismus wahrgenommen. Dieses paradoxe Zusammenspiel von Emanzipation und Unterdrückung, das dem Rollentyp der verfolgten Unschuld seit seiner Entstehung anhaftet, bietet bis heute Raum zu unterschiedlichsten Interpretationen.

## Verwendung auf der politischen Bühne

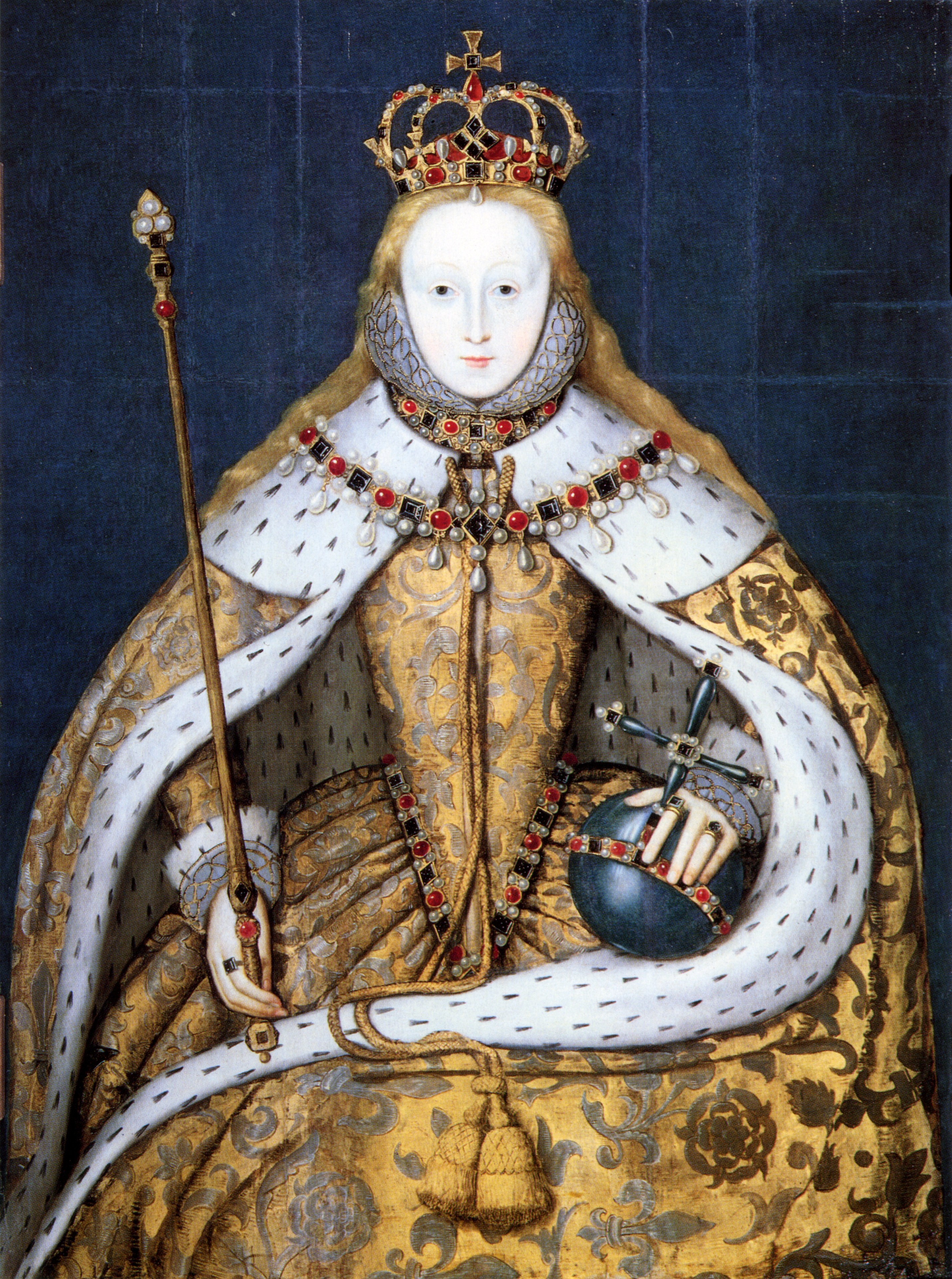
Krönungsporträt von Elisabeth I. 1558

Im englischen Sprachgebiet wurde bei Elisabeth I. wie ihren Gegenspielerinnen die Damsel in Distress als Metapher für politische Rollen angeführt. Elisabeth war in Folge der Wyatt-Verschwörung 1554 inhaftiert und von ihrer Halbschwester Maria I. unter Hausarrest gestellt worden. Die spätere Königin wurde dabei zeitgenössisch von der evangelischen Seite als Damsel in Distress dargestellt, die Versuchungen widerstand und sich einer Konversion trotz großen Drucks der Katholiken mit Hilfe Gottes widersetzte. Einer Heirat, die dieser Idealisierung ein Ende gesetzt hätte, stimmte die spätere Virgin oder Maiden Queen niemals zu.
Später fand bei Stücken und Verfilmungen von Elisabeths späterer Auseinandersetzung mit Maria Stuart bei dieser die Trope Anwendung. Maria Stuart wurde demnach als verfolgte Unschuld gezeigt, die regelmäßig in Tränen ausbricht, auf Hilfe von außen wartet, während Elisabeth sich mithilfe ihres eigenen Intellekts durchsetzt.
Eine klassische Variante des romantischen Ritterromans wie der zugehörigen Trope in Theateraufführungen war die Darstellung einer Adeligen, die als Page unter ihrem Stand verkleidet war. Diese konnte so ihrem Geliebten nahe sein und war gleichzeitig erotischem Begehren von Männern und Frauen wie der Gefahr der Entdeckung ausgesetzt. Diese in Deutschland unter anderem in Hauffs Kunstmärchen Das Wirtshaus im Spessart bekannte Konstellation war in England bereits im 16. Jahrhundert ein gängiges Motiv. Von Queen Elizabeth I. ist überliefert, 1564 ihren Botschafter für Schottland auf ein Treffen mit Maria Stuart angesprochen zu haben. Dieser schlug vor, sie als Page verkleidet zu Maria zu bringen. Die Maiden Queen zeigte sich oft mit männlichen Regalia. Sie war aber nicht bereit, ihren Machtanspruch durch eine Verkleidung als minderer Diener abzustreifen, und lehnte den Vorschlag ab.
Eine Begegnung von Maria Stuart und Elizabeth fand in der Realität nie statt, gehört aber zum dramatischen Höhepunkt des Schauspiels Maria Stuart von Friedrich Schiller. Aus der Perspektive einer 1987 erschienenen Rezension zu einer Aufführung beim Edinburgh Festival stellt Schiller Stuart dabei als Mary as a radiant heroine, almost the classic damsel in distress, persecuted by wicked Queen Bess. dar. Das war zeitgenössisch keineswegs beabsichtigt; Vorbild waren die klassischen Königsdramen.

## Vom Melodram zum Film

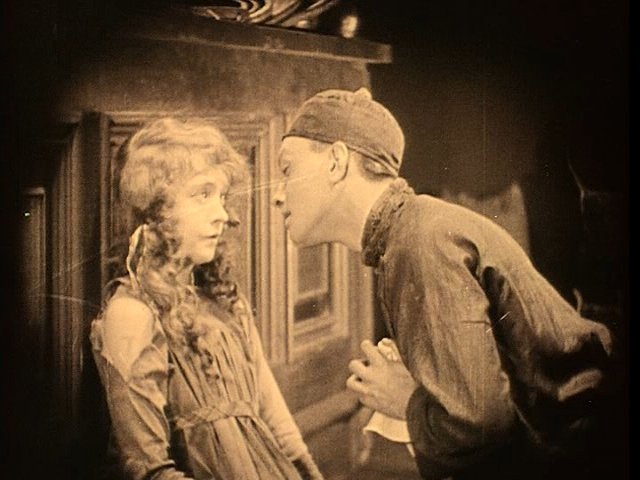
Lillian Gish in Broken Blossoms (1919)

Im viktorianischen Melodram gehörte, Michael R. Booth zufolge, die verfolgte Unschuld neben einem Schurken, einem etwas tumben, aber strahlenden Helden, einem älteren und einem komischen Paar zur Besetzung, was trotz der mehrheitlich ernsten Handlung auf Komödien-Traditionen wie jene der Commedia dell’arte verweist. Auch Stummfilme folgten diesem Muster, etwa The Adventures of Kathlyn (1913) und The Hazards of Helen (1914).
Tragödien gab es weiterhin im Medium Film: Die Hauptfigur Lucy in Gebrochene Blüten (1919) von David Wark Griffith kann nicht gerettet werden. Ein deutschsprachiges Melodram, in dem wie dort der Vater der Unschuld als Bösewicht dargestellt wird, ist Der Müller und sein Kind.
Wenn dagegen ein Happy End angestrebt war, wurde die Entfaltung weiblicher Leidensfähigkeit durch einen rettenden Mann in die Schranken gewiesen. Dazu war es beim „Cliffhanger“ nötig, die damsel in Gefahr zu zeigen. Fay Wray als Ann Darrow in dem 1933 erschienenen Kinoklassiker King Kong und die weiße Frau oder die Dokuparodie bzw. der Exploitationfilm Ingagi (1930) lieferten maßgebende Verkörperungen des Klischees.
Die Stummfilme und frühen Tonfilme bis 1934 waren in der Darstellung sexueller Anspielungen und Anzüglichkeiten (vgl. etwa Safe in Hell, 1931) deutlich freier als nach der Einführung und Durchsetzung des Hays Code. Der Kritiker Andrew Erish erklärte „Gorillas plus sexy Frauen in Gefahr bedeutet enormen Profit“. Der Wandel der gesellschaftlichen Vorstellungen, was das Böse, aber auch das (sexuell) Andere betrifft, zeigt sich im Kontext der verfolgten Unschuld als Wandel der Frauenbilder.
Die 1930er und 1940er Jahre brachten eine vermehrte Darstellung „starker Frauen“ in Serien, so bei Republic Pictures. Beim Cliffhanger waren sie jedoch ebenso in hilflosen oder ausweglosen Situationen zu finden wie einst die damsels. Schauspielerinnen wie Linda Stirling und Kay Aldridge stellten aber starke Frauen dar, die den Schurken keineswegs passiv gegenübertraten.

## Varieté
Eine einflussreiche Kunstform waren zudem Zaubervorführungen in den Vaudevilles und Varietés zu Beginn des 20. Jahrhunderts. Jim Steinmeyer sieht die 1921 von dem Zauberkünstler P. T. Selbit vorgeführte zersägte Jungfrau als typisch an. Steinmeyer zufolge habe der Erste Weltkrieg die Sensibilität für Gewaltvorführungen deutlich vermindert.
Dies hat auch zum zwischenzeitlichen Erfolg des Grand Guignol als Genre beigetragen. Diese auf Horrordarstellungen spezialisierte Theaterform beeinflusste sowohl das „entfesselte Theater“ der Moderne wie den modernen Splatter- und Horrorfilm.
Eine der berühmtesten Darstellerinnen des Grand Guignol, Paula Maxa, stellte in ihrer Bühnenkarriere das Opfer mehrerer tausend Vergewaltigungen und Ermordungen dar.

## Moderne Darstellungen

### Mainstream-Medien

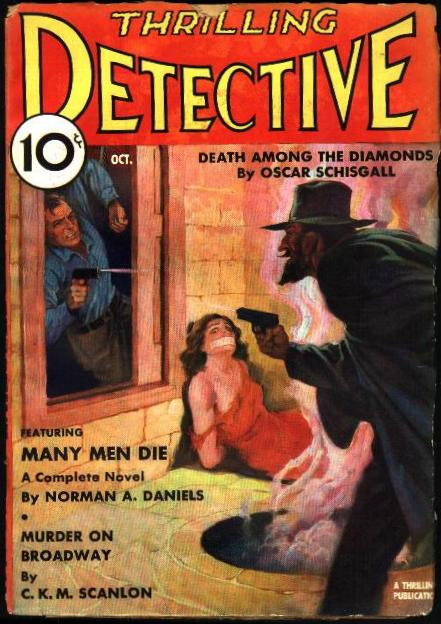
Groschenroman-Cover von 1935, USA

Auch heute ist die Damsel in Distress als Motiv und Stereotyp aus Filmen, Fernsehserien, Romanen, Zeitschriften, Computerspielen und anderen modernen Medien kaum wegzudenken: von Mördern bedrohte Frauen in Kriminalromanen, vom Helden nebenbei zu befreiende Entführungsopfer oder Geiseln des Bösewichts in Actionfilmen, nach dunklen Helden schmachtende und dabei selbst sich passiv Gefahren ausliefernde Jungfrauen (Twilight – Bis(s) zum Morgengrauen, 2009) oder zu beschützende Ehefrau. Die Verfolgte Unschuld ist als Gegenstück beziehungsweise zu erlangendes Objekt des männlichen Helden ein so persistentes Motiv, dass es oft kaum wahrgenommen wird. Jane Campion versucht mit ihrem Film In the Cut (2003), diese Struktur bewusst zu machen. Bereits in den 1970er Jahren wurde allerdings mit der Mary Sue, einer alle Probleme locker lösenden weiblichen Hauptfigur, ein ähnlich stereotypes Gegenbild entworfen.

#### Videospiele
Bei frühen Videospielen wie The Adventures of Bayou Billy oder Double Dragon merkten Kritiker oft die häufige Verwendung des Damsel-in-Distress-Motivs an. Bereits in den 90er Jahren wurden zunehmend andere Frauenfiguren vom Typ Girlie eingeführt, die wie Nikita oder Buffy Attraktivität und Aktivität in Filmen und Videospielen verbanden. Eine umfangreiche auch wissenschaftliche Rezeption erhielt insbesondere die Tomb-Raider-Heldin Lara Croft, die oft als männliche Projektion kritisiert wurde. Mary Flanagan argumentiert dabei (nach Gladys L. Knight), dass die typische frühe Rezeption den Unterschied zwischen einer mehr oder minder voyeuristischen Betrachtung sexistisch überzeichneter Titelbilder und dem tatsächlichen Spielen nicht verstanden habe. Die Spiele erlaubten, als eine attraktive Person zu handeln, was für beide Geschlechter reizvoll sei. 2013 erhielt die US-amerikanische Medienkritikerin und Bloggerin Anita Sarkeesian größere Medienaufmerksamkeit. Sie hatte sich in einem kickstartfinanzierten Videoblog gegen stereotype Damsel-in-Distress-Darstellungen in Videospielen ausgesprochen und sah sich in der Folge einer regelrechten Hasskampagne in der Netzgemeinde ausgesetzt.

### Bondage und BDSM
Die Gestalt der verfolgten Unschuld ist im Umfeld von Bondage weit verbreitet. Die Auftritte der Damsel in Distress in Filmen und Zeitschriften im Mainstreamumfeld beinhalten ebenso Bondage-Aspekte, die Spannung wie sexuelle Reize vermitteln. Die Gestalt der verfolgten Unschuld per se ist ein etablierter Fetisch im Umfeld des BDSM, insbesondere bei Bondage. Die japanische Fesselungskunst Shibari (auch Kinbaku) betont den ästhetischen Aspekt und Reiz der Situation.
In ihrem Beitrag zu der von Chris Bobel und Samantha Kwan herausgegebenen Monographie Embodied Resistance: Challenging the Norms, Breaking the Rules stellt Danielle J. Lindemann am Beispiel der Damsel in Distress-Situation im professionellen BDSM in Frage, inwieweit die Darstellung von BDSM als sexuelle Befreiung jenseits der Normen aufgefasst werden könne. Lindemann verweist auf Judith Butlers Das Unbehagen der Geschlechter, Mit der Darstellung und dem Rollenspiel als Damsel in Distress würden klassische Rollenbilder eher zementiert als aufgelöst; so etwa wenn crossdressende Männer in der Rolle der „Damsel“ oder „Sissy“ auftreten.
Eine Richtung der Soziologie, die von Ralph Linton und später von Erving Goffman ausgeht, sieht eine enge Verbindung zwischen sozialen Rollen und Theaterrollen – die Soziologin Frigga Haug lehnt die Rollenanalogie hingegen ab.

## Frauenbild

### In der Romantik
Über die Darstellung der Damsel in Distress hinaus sieht Daniel P. Watkins das Frauenbild der Romantik zunächst als männliche Sicht auf die begehrenswerte, eher passiv gehaltene Frau. Dabei unterschätze die marxistisch geprägte feministische Kritik aber deren Potenzial, das etwa bei der Damsel with a Dulcimer in Samuel Taylor Coleridge Kubla Khan vorhanden sei und untrennbar die Faszination der beschriebenen Frauen ausmache. Das Gedicht ist in Großbritannien ähnlich konnotiert wie die Lore Lay Clemens Brentanos oder die Lore-Ley Heinrich Heines.
Bei Coleridges Gedicht Christabel wird aus deren anfangs als verfolgte Unschuld beschriebener Gefährtin Geraldine eine durchaus eigenständige, verführerisch gefährliche geheimnisvolle Frau. Der Romantik komme demnach ein ebenso im feministischen Sinne positiver Effekt zu, der utopisches Denken verstärke und daran arbeite, das sinnliche Begehren aus den Zwängen ungleicher Machtverhältnisse zu lösen.

### Feminismus und Gender Studies
Aus feministischer Perspektive wurden Märchen in den 1970er Jahren für die unterschiedliche und als ungerecht empfundene Darstellung von Männern und Frauen kritisiert, und es wurde Literatur gesammelt, die davon frei sein sollte; Angela Carter und Jane Yolen schrieben Märchen und Sagen um. Dabei wird das Muster nicht generell aufgehoben, sondern oft die Geschlechterrollen vertauscht und umgekehrt der männliche Protagonist in die gefährdete Rolle gebracht. Das Blaubart-Märchen erfuhr in diesem Kontext zahlreiche Neufassungen.
Die auf den Feminismus folgenden Gender Studies interessierten sich für das kulturelle Geschlecht (Gender) und seine Geschichte. Der Kulturhistoriker Thomas Laqueur entwickelte die Vorstellung von einem „Zwei-Geschlechter-Modell“, das im 18. Jahrhundert mit den Rollenvorstellungen in Theater und Literatur entstanden sei.
Joseph Campbell und Christopher Vogler bemühen sich mit dem Bild der „Heldenreise“, die positiven Qualitäten der verfolgten Unschuld aufzuzeigen, auch wenn die Retter zumeist männlich sind. Eine bekannte verfolgte Unschuld ist Pauline aus dem Stummfilm-Serial The Perils of Pauline (1914). Die Heldin wird nach der Deutung von Campbell und Vogler als starke und selbstbewusste Frau dargestellt, die aber auf dem Weg zu ihrem Ziel, einer selbständigen Existenz als Schriftstellerin, einiges zu erleiden hat. Ben Singer wies mit ähnlicher Absicht die Behauptung zurück, diese Filme wären nur auf Männerfantasien zurückzuführen, im Gegenteil seien sie an ein überwiegend weibliches Publikum gerichtet gewesen. Dazu wird unter anderem What Happened to Mary? von 1912 angeführt, der erste Serienfilm, der gleichzeitig mit einem Fortsetzungsroman in McClure’s Ladies’ World, einer Frauenzeitschrift, erschien.